# ماتيوس كاسترو
ماتيوس دوس سانتوس كاسترو (11 سبتمبر 1994 في البرازيل – )؛ هو لاعب كرة قدم كان يلعب كلاعب وسط.

## وصلات خارجية
- ماتيوس دوس سانتوس كاسترو على موقع رابطة كرة القدم اليابانية للمحترفين (اليابانية)
- ماتيوس دوس سانتوس كاسترو على موقع قاعدة بيانات كرة القدم.إي يو (الإنجليزية)
- ماتيوس دوس سانتوس كاسترو على موقع Soccerway.com (الإنجليزية)
- ماتيوس دوس سانتوس كاسترو على موقع عالم كرة القدم.نت (الإنجليزية)